# Diagoras FC
O Diagoras FC ou G.S. Diagoras é um clube de futebol grego, localizado em Rodes e fundado em 1905, figura na Beta Ethniki.